# Атонизм

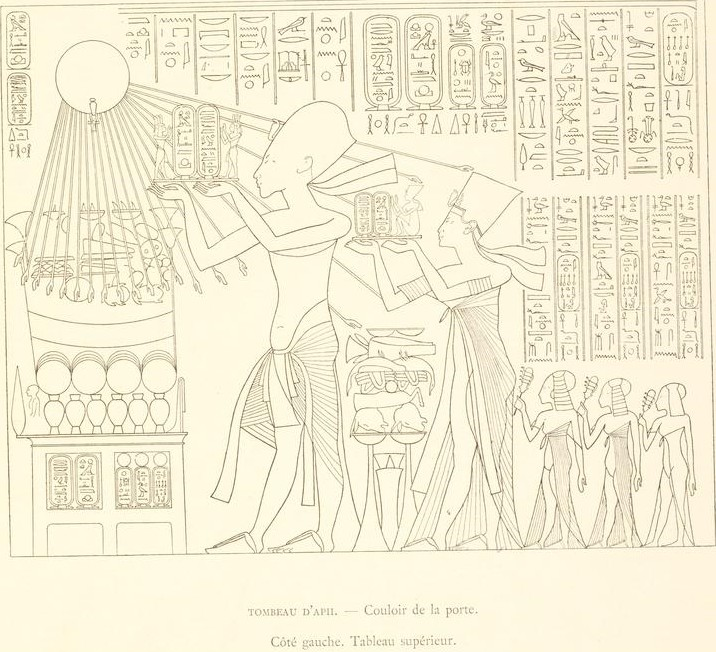
Эхнатон с его супругой Нефертити и их дочерьми поклоняются Атону. Прорисовка сцены из амарнской гробницы Ипи

Атони́зм (как культ Атона) — религиозный культ, введённый фараоном  XVIII династии Эхнатоном. После его смерти верховным божеством поклонения вновь стал Амон, а столицу снова перенесли в Фивы. Вероятно, что культ Атона не исчез сразу — идеи Эхнатона поддерживались рядом людей ещё на протяжении одного поколения. Впоследствии жрецы Египта постарались уничтожить сведения об этом культе.

## Атон
Первые упоминания о боге Атоне восходят к временам XII династии в древнеегипетском рассказе «Сказание Синухе». Во времена Среднего царства Атон был одним из воплощений бога солнца Ра. Первые признаки увеличения роли Атона появились ещё при фараоне Аменхотепе III (он называл свою барку «Душа Атона»). На сегодняшний день не существует прямых доказательств того, что Аменхотеп III мог пренебречь другими богами, обособляя Атона в ранг исключительного божества.
До правления Эхнатона многие фараоны выбирали для себя одного бога как покровителя царства, который также являлся высшим богом, но в то же время продолжали поклоняться остальным богам, без малейшей попытки устранения последних. Такая картина наблюдалась во все времена на протяжении всей истории Египта.

## Религиозная реформа
Культ Атона введён Аменхотепом IV на пятом году его правления (1348—1346 годы до н. э.), и статус Атона возвысился до уровня высшего божества; однако после этого всё ещё продолжалось поклонение традиционным богам. Имя Атона стали заключать в картуш вместе с именем фараона. Это было одним из нововведений. Религиозная реформа совпала со временем празднования Хеб-сед. Это своего рода королевский юбилей, предназначенный для усиления божественной мощи фараона. Традиционно этот юбилей празднуется на тридцатом году правления фараона. Вполне возможно, что этот праздник был проведён в честь Аменхотепа III, отца Эхнатона. Некоторые египтологи считают, что Эхнатону в это время было от двух до двенадцати лет.

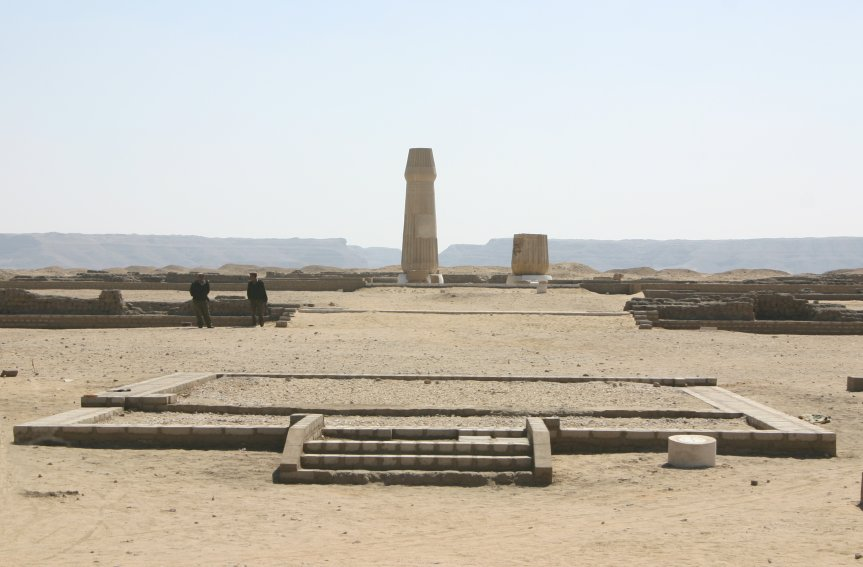
Руины Малого храма Атона в Амарне

Считается, что на пятом году царствования Эхнатон начал строительство новой столицы — Ахетатона («Горизонт Атона»). Об этом свидетельствует появление трёх стел, установленных на границе города. В это же время фараон сменил своё имя Аменхотеп («Амон доволен») на Эхнатон («Полезный для Атона»). На седьмом году правления (1346—1344 годы до н. э.) столица была окончательно перенесена из Фив в Ахетатон, хотя строительство новой столицы, по-видимому, продолжалось ещё в течение двух лет.
Эхнатон правил всеми египтянами, но его механизмы, которые он использовал для привлечения людей в новую столицу, неизвестны.
Переезд отделил фараона и его царский двор от влияния жречества и традиционных центров поклонения, но в его указе был глубокий смысл, указывающий на связь с переменой имени. В дополнение к строительству новой столицы в честь Атона Эхнатон также следил за строительством некоторых из самых массивных храмовых комплексов Древнего Египта. К таким храмовым комплексам относились один из храмов в Карнаке и один храм в Фивах, поблизости от старого храма Амона.
Простые египтяне должны были поклоняться Эхнатону, так как только Эхнатон и Нефертити могли поклоняться Атону. Приблизительно с девятого года правления Эхнатона имя Атона заключалось в два картуша, чтобы подчеркнуть религиозную приверженность новой власти.

### Вопрос монотеизма
В среде исследователей существует мнение о тождественности религиозной реформы Эхнатона и появлению первого монотеизма.
Зигмунд Фрейд в работе «Моисей и монотеизм» (см. также Осарсиф) высказал мнение, что культ Атона наложил серьёзный отпечаток на формирование и развитие иудейского монотеизма и предшествовал его появлению, поскольку ветхозаветный пророк Моисей, проживавший на территории Древнего Египта предположительно во время правления Эхнатона, мог воспринять многие идеи местного религиозного культа (Адонай).
Другие считают, что Эхнатон практиковал единый культ (генотеизм или монолатрия) Атона не потому, что не верил в существование других богов, а потому, что воздерживался от поклонения любым богам, кроме Атона. Реформа Эхнатона была не только религиозной, но также культурной, всеохватывающей, созданной инициативой самого Эхнатона.

## Сопоставление с традиционной религией египтян

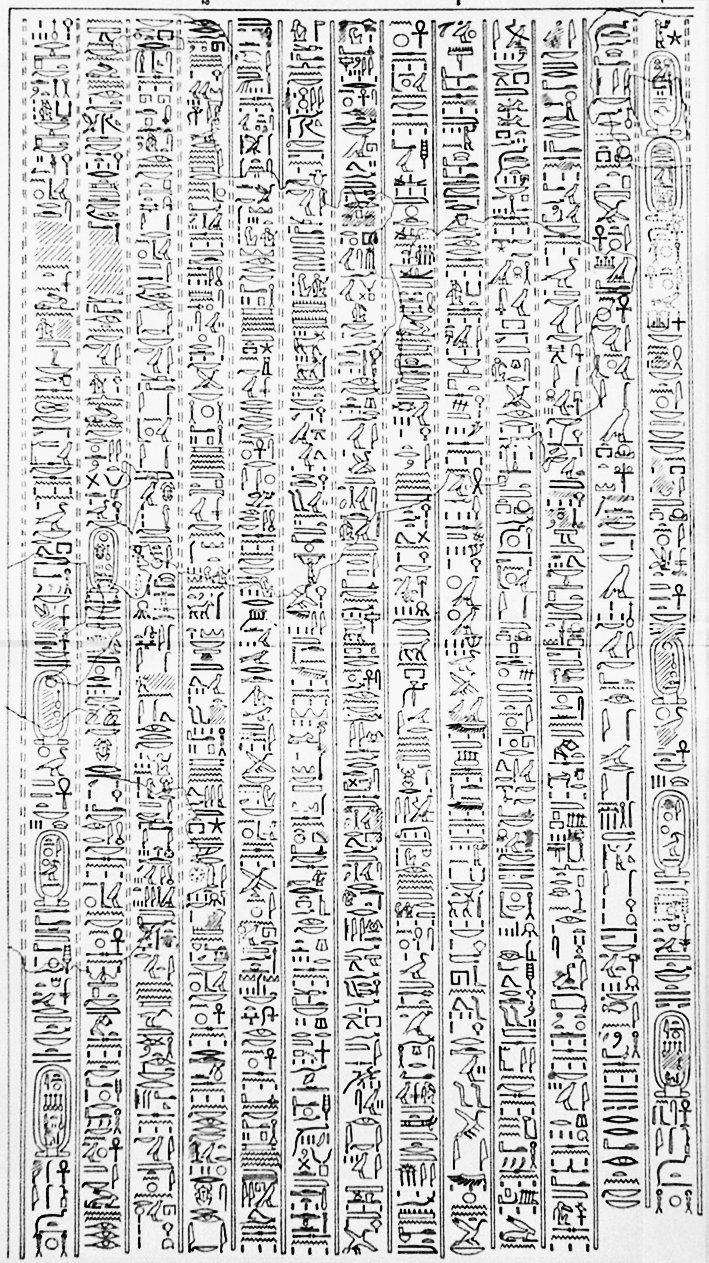
Большой гимн Атону из амарнской гробницы Эйе

Проведённая религиозная реформа Эхнатона просуществовала около двадцати лет и пошатнула религиозную иерархию, возглавляемую жречеством Амона.
На вершине этой религиозной иерархии находился фараон, который являлся одновременно и царём, и живым богом. Тем не менее власть в полной мере была подвержена влиянию жрецов. Реформы Эхнатона урезали философские и экономические основы жреческой власти, нанеся удар по крупному и доходному религиозному бизнесу, который держался на пожертвованиях и подношениях и полностью контролировался жрецами.
В традиционной религии древних египтян боги воспринимались незримыми существами, изображаемыми в животном или человечьем обличиях, тогда как Атон понимался зримым солнечным диском. С приблизительно девятого года правления Эхнатона имя Атона заключалось в два картуша, что прежде было характерно для царской четы. Затем диск Атона дополнился важнейшим царственным символом уреем, представляемым обычно на головном уборе фараона. Этим Эхнатон объединял понятия божества и фараона, неба и земли.
Египтолог Доминик Монтсеррат, проанализировав различные варианты гимнов Атону, утверждал, что все версии гимнов сосредоточены на фараоне. Также он предположил, что в действующих нововведениях были пересмотрены отношения бога и царя в пользу Эхнатона. Египтолог Джон Бэйнс утверждает, что «религия Амарны была религией бога и фараона, или даже фараона, а затем бога».

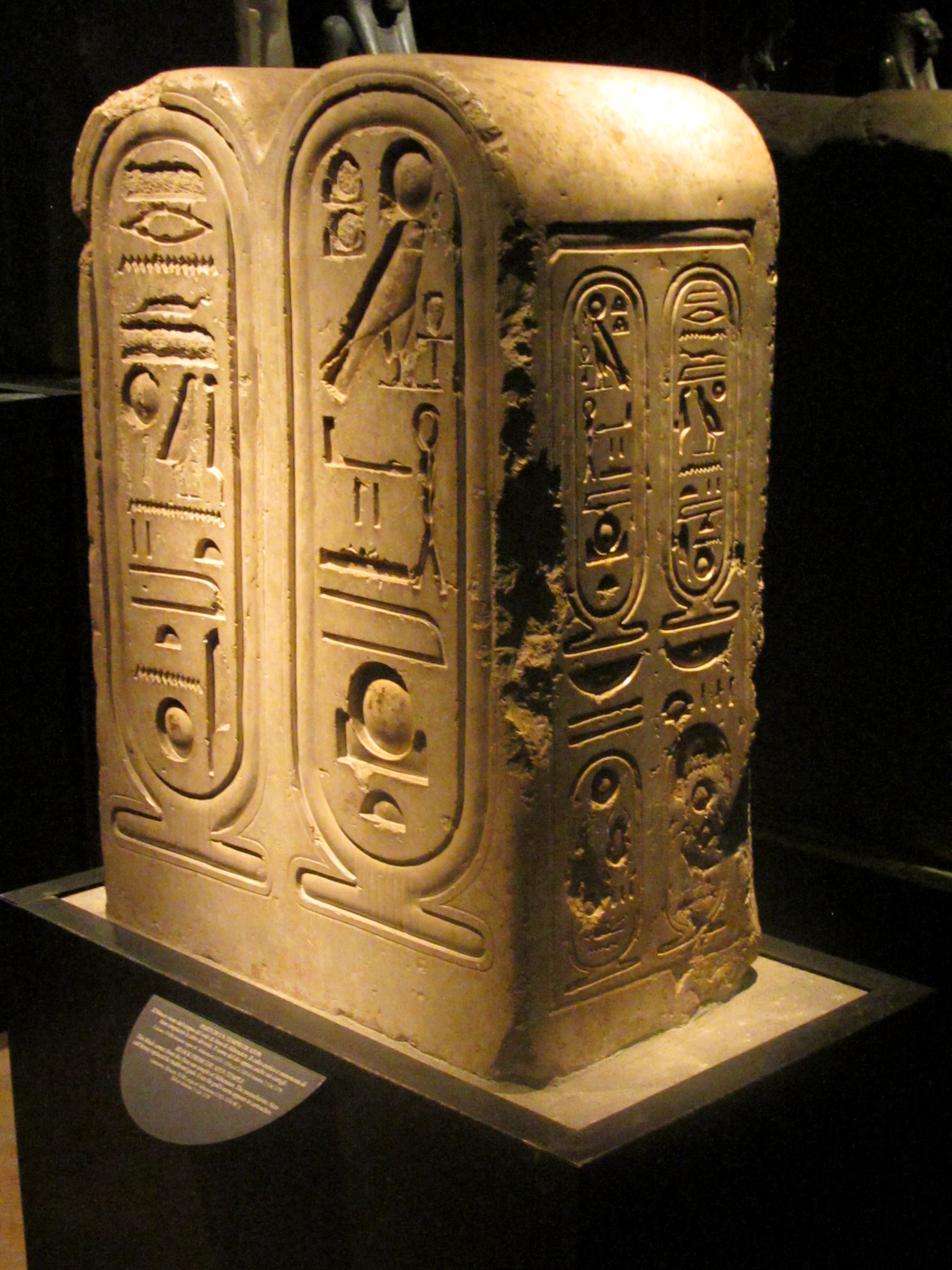
Ра-Гор. Египетский музей (Турин)

Изначально Эхнатон представил Атона народу как вариант всем знакомого верховного божества Амона-Ра (появившегося в результате возвышения культа Амона, которого затем объединили с богом солнца Ра), тем самым пытаясь заложить впечатления о нём как о боге, имеющем прямую связь с традиционной религией. Атон было именем, данным солнечному диску, в то время как титулом Эхнатона был Ра-Гор, а его имя было светом солнечного диска. Этот титул бога появился на многочисленных стелах, которые указывали на границы новой столицы Ахетатона.
Эхнатон совершил церемониальное уничтожение Амона и приказал стереть его изображения со всех храмов Египта. Ключевой особенностью атонизма является запрет на поклонение идолам и другим изображениям Атона, за исключением официального изображения солнечного диска с лучами, в котором лучи (обычно оканчивались кистями рук), по всей видимости, представляют собой «невидимый дух» Атона. Были построены новые храмы, в которых Атону поклонялись на открытом солнечном свете, а не в тёмных помещениях прежних храмов, где ранее поклонялись старым богам.
Поклонение идолам в собственных домах было запрещено; как правило, они были заменены эквивалентами, представленными семьёй Эхнатона. От фараона обычные люди получили анх (дыхание жизни). Внезапные перемены на девятом году правления могут быть объяснены попыткой Эхнатона развеять заблуждения, закрепившиеся среди простых людей о том, что Атон был таким же богом солнца, как и Ра. К подобным изменениям относится и запись имени Атона вместо использования изображения солнечного диска с лучами. Эта идея была усилена, и Атон был представлен как универсальный дух, присутствующий повсюду, а не физическое существо или предмет.
Находки материальной культуры свидетельствуют, что жители Ахетатона поддерживали домашний культ различных богов.

## Амарнское искусство

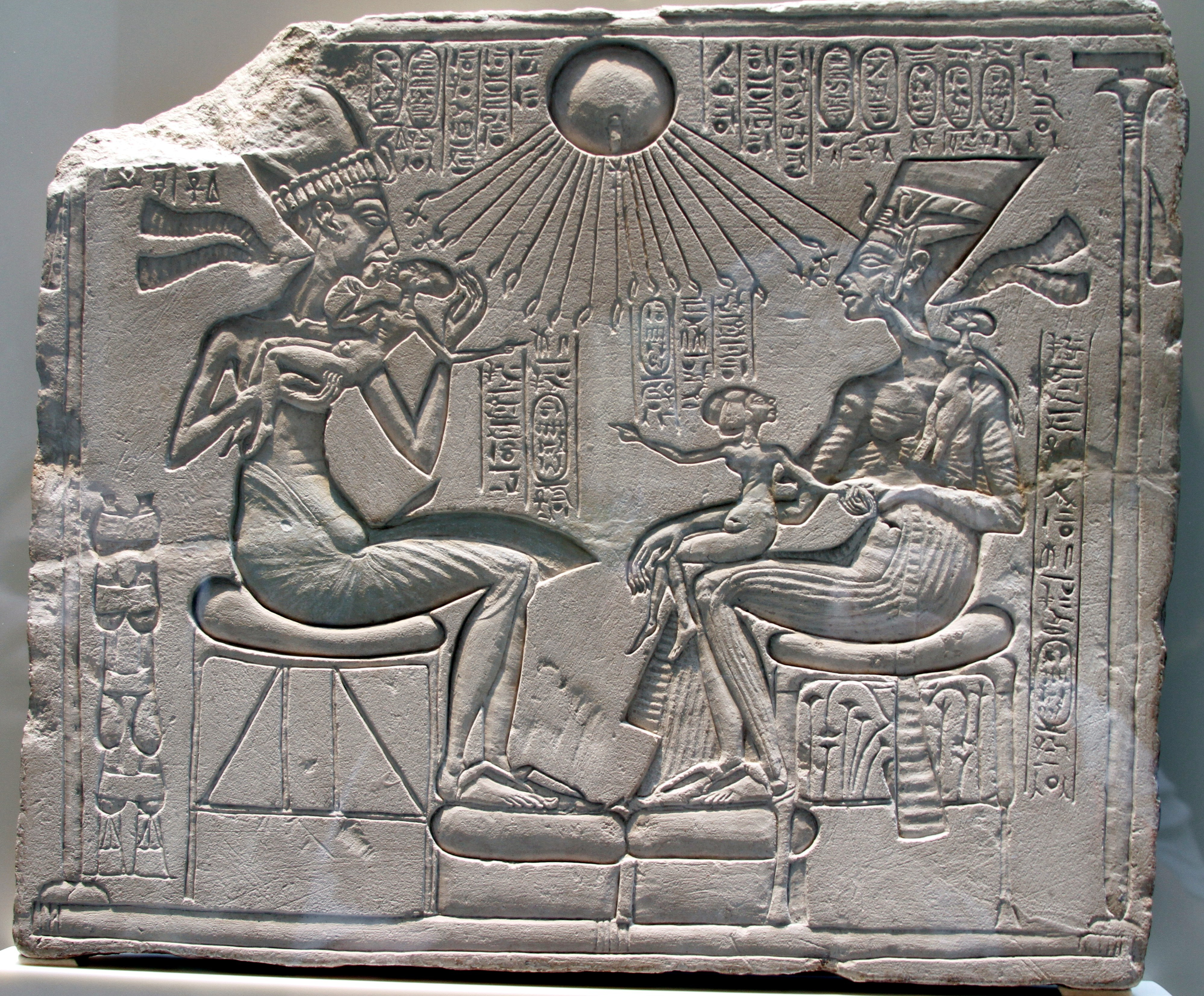
Семейная сцена царственной четы: Эхнатон целует дочь Макетатон, на коленях Нефертити сидит дочь Меритатон, Анхесенамон на плече играет с серьгами матери

Для амарнского искусства характерны реализм, светскость, что просматривается в портретных изображениях царственной семьи. Прослеживается отход от традиционных канонов изображения со строгими пропорциями и линиями. Впервые в истории египетского искусства царская семья изображалась в бытовой обстановке с передачей личных привязанностей.

Эхнатона и Нефертити обычно изображали в паре; часто с руками, простёртыми к солнечному диску Атона. Необычным для искусства Нового царства было ещё и то, что главная жена фараона была изображена почти такого же роста, как и сам фараон. Подобные супружеские сцены украшали стены Малого храма Атона в Амарне, из чего следует предположить, что Нефертити на равных с Эхнатоном участвовала в церемониях подношения и поклонения Атону.

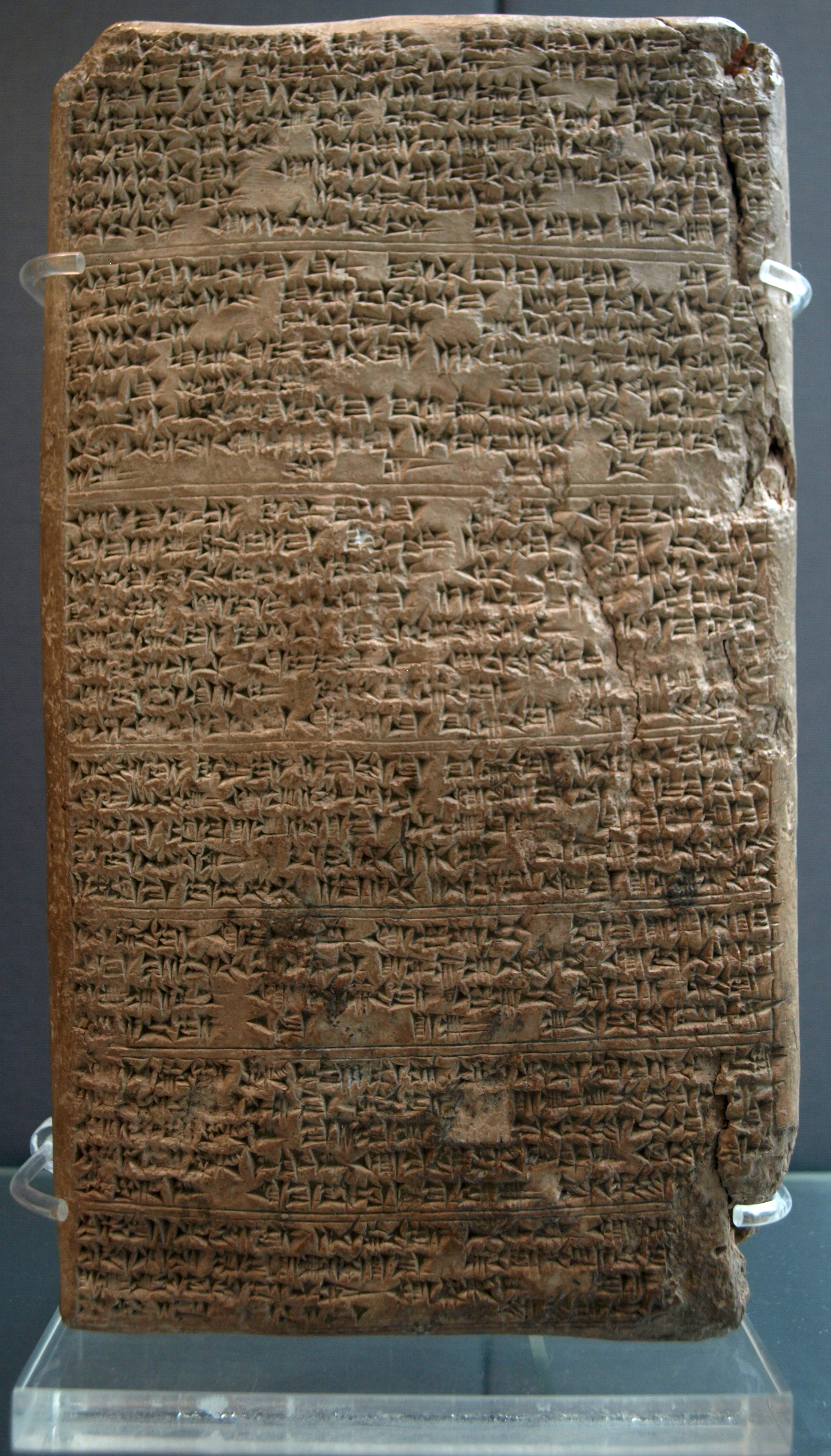
Одна из найденных глиняных табличек Амарнского архива. Британский музей

## Упадок атонизма

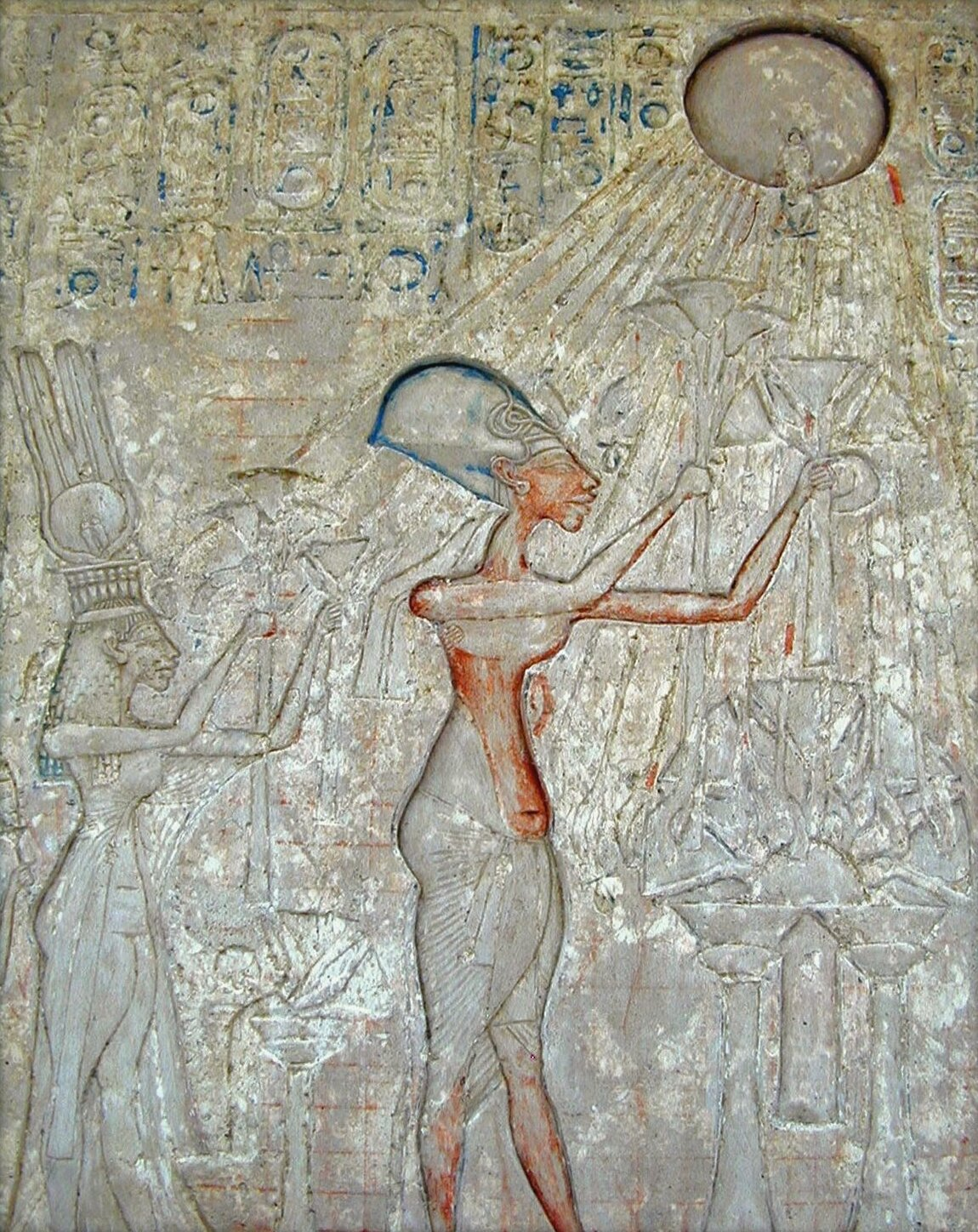
Эхнатон и Нефертити поклоняются Атону (XIV век до н. э.). Каирский музей

Данные о последних годах правления Эхнатона известны из Амарнского архива. Переписка велась между правительством Древнего Египта и его представителями в Ханаане и Амурре во времена Нового Царства. Управляющие областями посылали письма с просьбой о золоте, а также жаловались на оскорбления и обман. Кроме того, обнаружены сообщения о чуме, распространившейся по Ближнему Востоку. Предположительно, эта эпидемия унесла жизни некоторых членов семьи Эхнатона.
После смерти Эхнатона власть перешла к Сменхкаре, а с его скоропостижной смертью — к некой царице Нефернефруатон. Затем на трон взошёл 10-летний Тутанхамон, который правил при регентстве Эйе. Тутанхамон обратился к прежнему культу, получив второстепенное имя «Удовлетворяющий богов», сменил вместе с супругой прежнее атоническое имя на новое в честь Амона и покинул Ахетатон. Его двор не вернулся в Фивы (божество-покровитель Амон), а обосновался в Мемфисе (божество-покровитель Птах). Тутанхамон легитимизировал своё правление, назвав себя прямым наследником фараона Аменхотепа III (своего деда), а Эхнатона провозгласил отступником.
Вернувшие своё влияние жрецы Амона влияли на принятие юным фараоном решений уничтожать упоминания об атонизме и реформах Эхнатона. Храмы, построенные Эхнатоном (в том числе храм в Фивах), были разобраны и использовались в качестве строительных материалов (талататы) и украшений для новых храмов, а надписи с именем Атона затирались.
После смерти Эхнатона на введённый им культ был наложен запрет, и верховным божеством поклонения вновь стал Амон. Однако вероятно, что культ Атона не исчез сразу — идеи Эхнатона поддерживались рядом людей ещё на протяжении одного поколения.

## В современной культуре
- Финский писатель Мика Валтари использовал идею Атона и атонизма в своём историческом романе «Синухе, египтянин» (1945).
- 1995 — художественный фильм «Нефертити» (итал. Nefertiti, figlia del sole) режиссёра Ги Жиля. Производство: Италия, Франция, Россия.
- 2008-2009 — телесериал «Пророк Юсуф» (یوسف پیامبر) режиссёра Фараджуллы Салахшура (فرج‌الله سلحشور) . Производство: Иран.

### На немецком языке
- Dieter Arnold: Die Tempel Ägyptens. Götterwohnungen, Baudenkmäler, Kultstätten. Bechtermütz, Zürich 1992, ISBN 3-86047-215-1.
- Jan Assmann: Ägypten. Theologie und Frömmigkeit einer frühen Hochkultur. 2. Auflage, Kohlhammer, Stuttgart/ Berlin/ Köln 1991, 3-17-011768-8.
- Jan Assmann: Theologie und Weisheit im alten Ägypten. Fink, München 2005, ISBN 3-7705-4069-7.
- Hans Bonnet: Lexikon der Ägyptischen Religionsgeschichte. 3. unveränderte Auflage, Nikol, Hamburg 2000, ISBN 3-937872-08-6.
- Emma Brunner-Traut: Die Stifter großer Weltreligionen. Herder, Freiburg i.B. 2007, ISBN 3-451-05937-1.
- Sir Alan Gardiner: Geschichte des Alten Ägypten. Eine Einführung. Weltbild, Augsburg 1994, ISBN 3-89350-723-X.
- Wolfgang Helck: Politische Gegensätze im alten Ägypten. Ein Versuch. In: Hildesheimer ägyptologische Beiträge. (HÄB) Bd. 23, Gerstenberg, Hildesheim 1986.
- Erik Hornung: Monotheismus im pharaonischen Ägypten. In: O. Keel (Hrsg.): Monotheismus im Alten Israel und seiner Umwelt (= Biblische Beiträge. Bd. 14). Fribourg (Schweiz) 1980.
- Erik Hornung: Echnaton. Die Religion des Lichts. 2. Auflage, Artemis & Winkler, Düsseldorf/ Zürich 2001, ISBN 3-7608-1223-6.
- Manfred Lurker: Lexikon der Götter und Symbole der alten Ägypter. Scherz, Frankfurt a.M., ISBN 3-502-19420-3.
- Dominic Montserrat: Akhenaten. History, Fantasy and ancient Egypt. Routledge, London 2000, ISBN 0-415-18549-1.
- Nicholas Reeves: Echnaton. Ägyptens falscher Prophet (Kulturgeschichte der antiken Welt. Bd. 91). von Zabern, Mainz 2002, ISBN 3-8053-2828-1.
- Hermann A. Schlögl: Echnaton. Beck, Frankfurt a.M. 2008, ISBN 3-406-56241-8.